# Dongnanjiao
La isla Dongnanjiao (en chino, 东南礁) es una pequeña isla de las islas Shengsi, localizada en la esquina noreste del archipiélago Zhoushanqundao (o islas Zhoushan), a unos 76 km de Shengsi. Administrativamente pertenece al condado de Shengsi de la ciudad-prefectura de Zhoushan, en la provincia china de Zhejiang. Dongnanjiao tiene especial importancia porque es un punto de línea de base del mar territorial de la República Popular de China.